# Fabian Hürzeler
Fabian Marc Hürzeler (Houston, Estados Unidos, 26 de febrero de 1993) es un exjugador y entrenador de fútbol, nacido en Estados Unidos. Actualmente dirige al Brighton & Hove Albion de la Premier League.

## Carrera como jugador
La carrera de Hürzeler como jugador se desarrolló principalmente en las categorías inferiores del fútbol alemán, jugando en el Bayern de Múnich II, en el 1899 Hoffenheim II y en el 1860 Múnich II.
Para la temporada 2016-17, el jugador de 24 años fichó por el FC Pipinsried de la quinta división de la Bayernliga Sur y se convirtió en jugador y entrenador.Dejaría el club en el verano de 2020 para convertirse en entrenador asistente del FC St. Pauli. Después de mudarse a Hamburgo, para la temporada 2020-21 se unió al Eimsbütteler TV en la liga regional local.Con el club logró el ascenso a la Oberliga Hamburgo en la temporada 2021-22.

## Carrera como entrenador
Hürzeler, que desde joven había estado pensando en una transición a un puesto directivo y que su excompañero de equipo en el Bayern Múnich II, Emre Can, le había pronosticado una "gran carrera como entrenador", descendió en 2016 a las categorías amateur del fútbol alemán para unirse al FC Pipinsried como jugador y entrenador.
Además de su trabajo como jugador-entrenador en el FC Pipinsried, se convirtió en el verano de 2018 en el asistente técnico de Meikel Schönweitz en la selección sub-20 de Alemania. En julio de 2019 fue ayudante de Christian Wörns.

### St. Pauli
Para la temporada 2020-21, Hürzeler puso fin a sus compromisos en el FC Pipinsried y en la DFB para convertirse en asistente de Timo Schultz en el FC St. Pauli de la 2. Bundesliga.El 6 de diciembre de 2022, tras la destitución de Schultz, fue nombrado entrenador interino del club.Sólo dos semanas después, el 23 de diciembre, tras una serie de resultados positivos, obtuvo el puesto de entrenador permanente, convirtiéndose así en el técnico más joven de la división, con sólo 29 años.Desde que asumió el control del primer equipo, el club abandonó rápidamente la zona de descenso y finalizaría en la quinta posición con 58 puntos.
En la temporada 2023-24, el equipo llegó al parón invernal en segunda posición, invicto con 33 puntos (8 victorias, 9 empates).En mayo de 2024, logró el ascenso a la Bundesliga después de derrotar al VfL Osnabrück por 3-1 en la penúltima jornada.

### Brighton & Hove Albion
El 15 de junio de 2024, dejó su cargo en el fútbol alemán para ser el entrenador del Brighton & Hove Albion donde firmó un contrato por tres temporadas.

## Clubes

### Como jugador
| Club                | País     | Año       |
| ------------------- | -------- | --------- |
| Bayern de Múnich II | Alemania | 2011-2013 |
| 1899 Hoffenheim II  | Alemania | 2013-2014 |
| 1860 Múnich II      | Alemania | 2014-2016 |
| FC Pipinsried       | Alemania | 2016-2020 |
| Eimsbütteler TV     | Alemania | 2020-2022 |

### Como entrenador
| Club                   | País       | Año           |
| ---------------------- | ---------- | ------------- |
| FC Pipinsried          | Alemania   | 2016-2020     |
| FC St. Pauli           | Alemania   | 2022-2024     |
| Brighton & Hove Albion | Inglaterra | 2024-presente |

## Estadísticas como entrenador
| Equipo                            | Div.                | Temporada           | Liga  | Liga | Liga | Liga | Liga |       | Copa | Copa | Copa | Copa  |   | Internacional | Internacional | Internacional | Internacional | Internacional |   | Otros | Otros | Otros | Otros |    | Totales     | Totales | Totales | Totales | Totales | Totales | Totales | Totales |
| Equipo                            | Div.                | Temporada           | Part. | G    | E    | P    | Pos. | Part. | G    | E    | P    | Part. | G | E             | P             | Pos.          | Part.         | G             | E | P     | Part. | G     | E     | P  | Rendimiento | GF      | GC      | Dif.    |         |         |         |         |
| --------------------------------- | ------------------- | ------------------- | ----- | ---- | ---- | ---- | ---- | ----- | ---- | ---- | ---- | ----- | - | ------------- | ------------- | ------------- | ------------- | ------------- | - | ----- | ----- | ----- | ----- | -- | ----------- | ------- | ------- | ------- | ------- | ------- | ------- | ------- |
| Pipinsried · Alemania             | 5.ª                 | 2016-17             | 34    | 18   | 9    | 7    | 3.º  | -     | -    | -    | -    | -     | - | -             | -             | -             | 2             | 1             | 1 | 0     | 36    | 19    | 10    | 7  | 62.04%      | 59      | 41      | +18     |         |         |         |         |
| Pipinsried · Alemania             | 4.ª                 | 2017-18             | 36    | 11   | 11   | 14   | 14.º | 1     | 0    | 0    | 1    | -     | - | -             | -             | -             | -             | -             | - | -     | 37    | 11    | 11    | 15 | 39.64%      | 44      | 64      | -20     |         |         |         |         |
| Pipinsried · Alemania             | 4.ª                 | 2018-19             | 28    | 7    | 7    | 14   | Inc. | 2     | 1    | 0    | 1    | -     | - | -             | -             | -             | -             | -             | - | -     | 30    | 8     | 7     | 15 | 34.45%      | 37      | 56      | -19     |         |         |         |         |
| Pipinsried · Alemania             | Total               | Total               | 98    | 36   | 27   | 35   | -    | 3     | 1    | 0    | 2    | -     | - | -             | -             | -             | 2             | 1             | 1 | 0     | 103   | 38    | 28    | 37 | 44.95%      | 140     | 161     | -21     |         |         |         |         |
| St. Pauli · Alemania              | 2.ª                 | 2022-23             | 17    | 13   | 2    | 2    | 5.º  | -     | -    | -    | -    | -     | - | -             | -             | -             | -             | -             | - | -     | 17    | 13    | 2     | 2  | 80.39%      | 32      | 14      | +18     |         |         |         |         |
| St. Pauli · Alemania              | 2.ª                 | 2023-24             | 34    | 20   | 9    | 5    | 1.º  | 4     | 3    | 1    | 0    | -     | - | -             | -             | -             | -             | -             | - | -     | 38    | 23    | 10    | 5  | 69.3%       | 75      | 40      | +35     |         |         |         |         |
| St. Pauli · Alemania              | Total               | Total               | 51    | 33   | 11   | 7    | -    | 4     | 3    | 1    | 0    | -     | - | -             | -             | -             | -             | -             | - | -     | 55    | 36    | 12    | 7  | 72.72%      | 107     | 54      | +53     |         |         |         |         |
| Brighton & Hove Albion Inglaterra | 1.ª                 | 2024-25             | 38    | 16   | 13   | 9    | 8.º  | 7     | 5    | 1    | 1    | -     | - | -             | -             | -             | -             | -             | - | -     | 45    | 21    | 14    | 10 | 57.04%      | 83      | 66      | +17     |         |         |         |         |
| Brighton & Hove Albion Inglaterra | 1.ª                 | 2025-26             | 1     | 0    | 1    | 0    | -    | 0     | 0    | 0    | 0    | -     | - | -             | -             | -             | -             | -             | - | -     | 1     | 0     | 1     | 0  | 33.33%      | 1       | 1       | +0      |         |         |         |         |
| Brighton & Hove Albion Inglaterra | Total               | Total               | 39    | 16   | 14   | 9    | -    | 7     | 5    | 1    | 1    | -     | - | -             | -             | -             | -             | -             | - | -     | 46    | 21    | 15    | 10 | 56.52%      | 84      | 67      | +17     |         |         |         |         |
| Total en su carrera               | Total en su carrera | Total en su carrera | 188   | 85   | 52   | 51   | -    | 14    | 9    | 2    | 3    | -     | - | -             | -             | -             | 2             | 1             | 1 | 0     | 204   | 95    | 55    | 54 | 55.56%      | 331     | 282     | +49     |         |         |         |         |
| 1. 2.                             |                     |                     |       |      |      |      |      |       |      |      |      |       |   |               |               |               |               |               |   |       |       |       |       |    |             |         |         |         |         |         |         |         |

#### Resumen por competiciones
| Competición        | Partidos | Ganados | Empatados | Perdidos | %      | Resultado        |
| ------------------ | -------- | ------- | --------- | -------- | ------ | ---------------- |
| Regionalliga       | 64       | 18      | 18        | 28       | 37.51% | 14.º lugar       |
| Bayernliga         | 36       | 19      | 10        | 7        | 62.04% | 3.er lugar       |
| 2. Bundesliga      | 51       | 33      | 11        | 7        | 71.9%  | Campeón          |
| Copa de Alemania   | 4        | 3       | 1         | 0        | 86.11% | Cuartos de final |
| Landespokal Bayern | 3        | 1       | 0         | 2        | 33.33% | Octavos de final |
| Premier League     | 39       | 16      | 14        | 9        | 53%    | 8.º lugar        |
| FA Cup             | 4        | 3       | 1         | 0        | 83.33% | Cuartos de final |
| EFL Cup            | 3        | 2       | 0         | 1        | 66.67% | Octavos de final |
| TOTAL              | 204      | 95      | 55        | 54       | 55.56% | 1 Título         |

## Palmarés

### Como entrenador

#### Campeonatos nacionales
| Título        | Club         | País     | Año     |
| ------------- | ------------ | -------- | ------- |
| 2. Bundesliga | FC St. Pauli | Alemania | 2023-24 |